# Salamon ben Aderet
Salamon ben Aderet (héberül: שלמה בן אדרת), rövidített nevén RaSBÁ [Rabbi Slomo ben Aderet, héberül: רשב״א], (Barcelona, 1235/1240 körül – Barcelona, 1310) középkori hispániai zsidó hittudós.
Barcelonában működött rabbiként, munkásságára Nahmanidész hatott. Írói működése nagy területet ölel fel: elkészítette az étkezési, hazássági, és szombati törvények nagy kézikönyvét (Tórat Habájit Ha-áruch, 1293 előtt). A műnek létezik egy rövidebb verziója is. 3100 darab Responzuma maradt fenn, amelyeket a Hispánától távol fekvő zsidók által lakott európai területekre is elküldött. A responzumokat még életében összegyűjtötték tisztelői, és napjainkban nagy kortörténeti értékkel bírnak. Salamon beszél bennük Ábrahám Abulafia álpróféta tanairól (I. 548.), responzumot intéz Jákob ben Máhirhoz az úgynevezett kappárót ügyében, és felszólal több babonás szokással kapcsolatban (I. 398). Tárgyalja a hitehagyott zsidók judaizmus ellenes támadásait (I. 1091.), a muszlimok zsidókkal szembeni vallási türelmetlenségét (I. 345., 786.), a zsidóknak a keresztény ünnepeken való ideiglenes, és csak azutáni rendes eltemetésének törvényét (I. 369.), de vizsgálja a zsidóknak a keresztény bíróságoknál való ügyvédi szerepét is (II. 141.) egyéb érdekes témakörökkel együtt.
Segítette Maimonidész Misna-kommentárjának héber nyelvre fordítását (1298), és több talmudi traktátust éles észre valló novellákkal látott el. Aggada-kommentárt írt Pérúsé Agádót címen, amelyben egyrészt a betűkhöz tapadó szőrszálhasogatás, másfelől a filozófiai képletezés szélsőségeibe esik. Rámutat, hogy az aggada fantasztikus kifejezésmódja nem szó szerint értendő, és meg akarja védeni az aggadát a keresztény polémiák (pl. Rajmundus Martinus Pugio fideije, Burgosi Alfonz Liber bellorum Deije) támadásaitól, éppen ezért csak a polémiák által kifogásolt részeket magyarázza. Vitákat folytatott a korabeli muszlim hittudósokkal is. Az ő műveit viszont Áron ben József Halévi kritizálta.